# Паоли, Оттавиано ди
Оттавиано ди Паоли граф ди Сеньи (итал. Ottaviano Poli dei conti di Segni), (?, Рим — 5 апреля 1206, ?) — итальянский кардинал. Декан Священной Коллегии Кардиналов с 1200 по 5 апреля 1206.

## Биография
Апостольский субдиакон, папский легат во Франции созывавший епископов на Третий Латеранский собор. Консистория середины 1182 года провозгласила его кардиналом-дьяконом церкви Санти-Серджо-э-Бакко в Риме.
Участвовал в конклаве 1185 года (Урбан III). Осенью 1186 году, он отправился во Францию, чтобы выступить посредником в религиозном диспуте в Ле-Мане..